# Samir Fazli
Samir Fazli (mazedonisch Самир Фазли; * 22. April 1991 in Skopje) ist ein mazedonischer Fußballspieler, der neben der mazedonischen auch die albanische Staatsbürgerschaft besitzt. Seit August 2014 steht der Stürmer  beim FC Wil in der Schweizer Challenge League unter Vertrag.

## Vereinskarriere
Samir Fazli wurde in Skopje geboren und wuchs auch dort auf, eine Zeitlang besuchte er allerdings die Jasper Place Composite High School in Edmonton, Kanada. Im Jahr 2007 kam er zurück nach Skopje. Fazli durchlief dort den gesamten Jugendbereich von Makedonija Skopje, in der Saison 2008/09 spielte der Stürmer bei Makedonija seine erste Profisaison. Mit dem Hauptstadtklub gewann er am Ende der Saison den Mazedonischen Meistertitel.
Nachdem er in der Saison 2008/09 zu 28 Spieleinsätzen gekommen war und drei Tore erzielt hatte, wechselte er im Alter von 17 Jahren zum SC Heerenveen in die Niederlande. Bei den Friesen unterschrieb er bis 2014.
Sein Debüt gab er in der Saison 2009/10 gegen Willem II Tilburg, als er für Gerald Sibon eingewechselt wurde. Den ersten Treffer markierte er im Spiel gegen NEC Nijmegen, nachdem er in der 81. Spielminute auf das Spielfeld kam und zum 4:1-Endstand traf.

## Erfolge
- Mazedonischer Meister: 2008/09